# Reinhard Henkys
Georg Reinhard Henkys (* 22. Juli 1928 in Nidden; † 11. Mai 2005 in Pasewalk) war ein evangelischer Publizist und Journalist und einer der bedeutendsten Experten für das Thema „Kirche im Sozialismus“. Hans Hafenbrack nannte Henkys in einem Nachruf auf der Website des Evangelischen Pressedienstes einen „Brückenbauer zwischen Ost und West“.

## Leben
Henkys, ältester Sohn des Pfarrers Georg Henkys und Bruder von Jürgen Henkys, entstammte einer ostpreußischen Theologenfamilie. Nach Volksschule in Heiligenkreutz, wo der Vater 1929 das Pfarramt übernommen hatte, und Mittelschule in Palmnicken, besuchte er das Gymnasium in Königsberg. 16-jährig wurde Henkys als Luftwaffen- und Flakhelfer im Kurland-Kessel zum Militärdienst eingezogen. Nach Kriegsende studierte Henkys in Berlin, Bonn und Tübingen Germanistik, Geschichts- und Wirtschaftswissenschaften. Darauf folge ein Volontariat beim Berliner Kurier. Ab 1955 war er Redakteur beim epd-Landesdienst in Düsseldorf, ab 1960 Mitarbeiter der epd-Zentralredaktion in Bethel bei Bielefeld.
Am Tag des Mauerbaus, dem 13. August 1961, einem Sonntag, wurde er nach dem Kirchgang von seinem Chefredakteur aufgefordert, das nächste Flugzeug nach Berlin zu nehmen, und dort die Berichterstattung des epd über die Kirchen in der DDR zu übernehmen.
Neben der Arbeit für den epd war Henkys ein gefragter Kommentator in allen ARD-Sendern und bei anderen Rundfunksendern. Neben der Arbeit über die Kirchen in der DDR publizierte er auch mehrere Bücher über die NS-Gewaltverbrechen und 1961 die Broschüre War es wirklich so schlimm?, die in Nordrhein-Westfalen „ganze Generationen von Gymnasiasten“ beeinflusste.
1975 gründete er für sein Lebensthema eine eigene Zeitschrift, die Kirche im Sozialismus.

## Auszeichnungen
- Karl-Barth-Preis 1996

## Publikationen (Auswahl)
- Gottes Volk im Sozialismus: Wie Christen in der DDR leben. Wichern, Berlin 1983, ISBN 3-88981-005-5.
- (als Hrsg.): Die evangelischen Kirchen in der DDR: Beiträge zu einer Bestandsaufnahme. Kaiser München 1982, ISBN 3-459-01436-9.
- Dietrich Goldschmidt (Hrsg.): Terror und Widerstand 1933 – 1945. Teil: Die nationalsozialistischen Gewaltverbrechen: Geschichte u. Gericht. Landeszentrale für Politische Bildungsarbeit, Berlin 1964 (seinerzeit die erste deutsche Darstellung der NS-Verbrechen)
- War es wirklich so schlimm? (Broschüre über „Christen und Juden im Nationalsozialismus“) 1961